# Шуба, Василий Иванович
Василий Иванович Шуба (15 июля 1907 года, город Ромны, ныне Сумская область — 14 сентября 1987 года, Москва) — советский военный деятель, Полковник (1943 год).

## Начальная биография
Василий Иванович Шуба родился 15 июля 1907 года в городе Ромны ныне Сумской области.

## Военная служба

### Довоенное время
В ноябре 1930 года был призван в ряды РККА и направлен в 23-й стрелковый полк (8-я стрелковая дивизия, Белорусский военный округ), где после окончания команды одногодичников был назначен на должность командира взвода полковой школы.
В мае 1932 года был направлен на учёбу на бронетанковые курсы усовершенствования командного состава, дислоцированные в Орёл, после окончания которых в сентябре того же года вернулся в 8-ю стрелковую дивизию и направлен в отдельный танковый батальон, где исполнял должности командира танкетного и танкового взводов, помощника начальника штаба батальона.
В декабре 1937 года был направлен на учёбу на бронетанковые курсы усовершенствования командного состава, дислоцированные в Ленинграде, которые закончил в апреле 1938 года и в ноябре того же года был назначен на должность помощника начальника оперативного отдела штаба 5-го стрелкового корпуса.
В июне 1939 года Шуба был направлен на учёбу в Военную академию имени М. В. Фрунзе, но после окончания первого курса в сентябре 1940 года переведён в Высшую специальную школу Генштаба Красной Армии.

### Великая Отечественная война

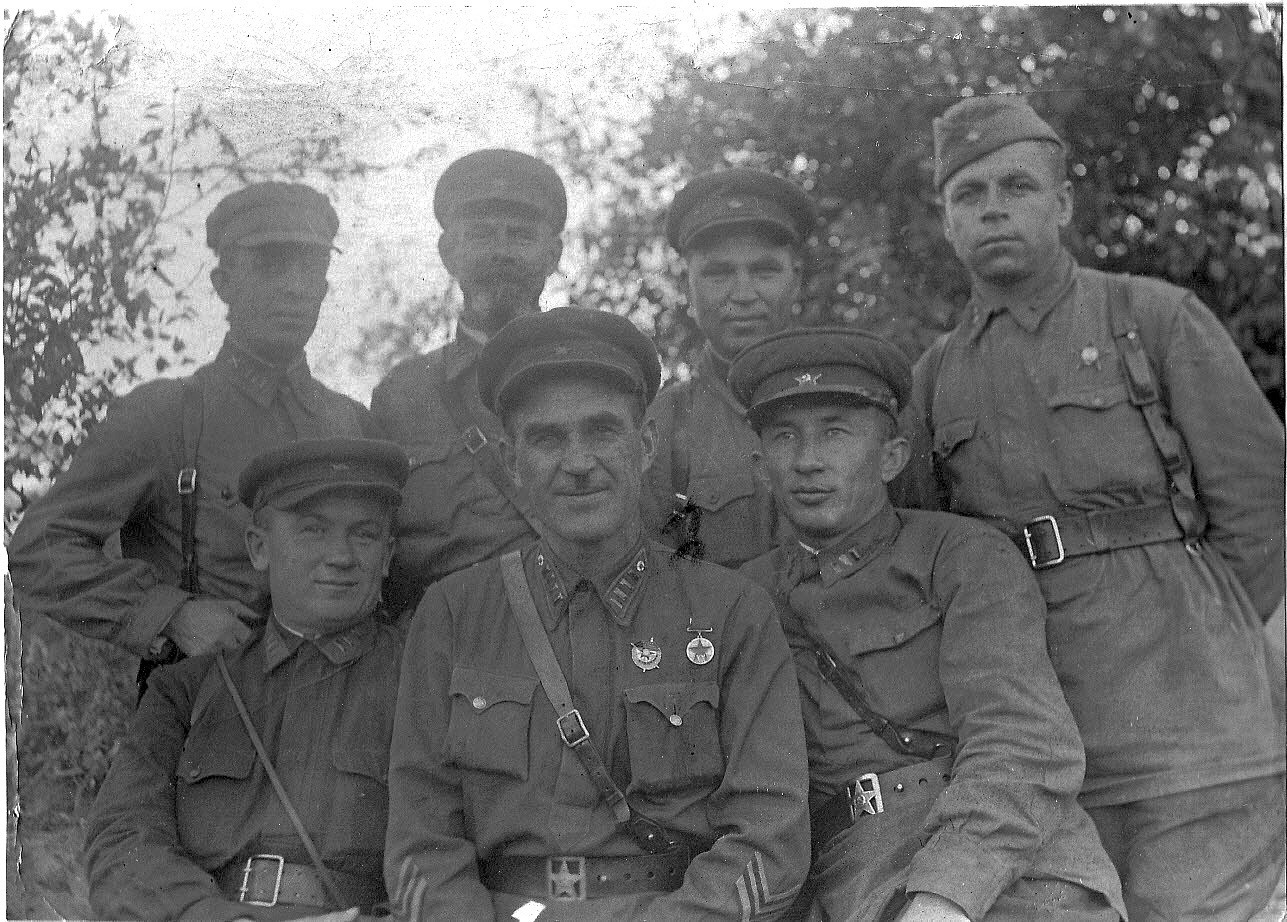
Командный состав 138-й СД (лето 1942 года). Нижний ряд (слева направо) — начальник штаба 138-й СД подполковник Шуба Василий Иванович, командир 138-й СД полковник Людников Иван Ильич, комиссар 138-й СД старший батальонный комиссар Титов Николай Иванович. Верхний ряд: начальник артиллерии 138-й СД подполковник Тычинский Сергей Яковлевич, зам. командира 138-й СД полковник Куров Иван Иванович (слева направо).

С началом войны продолжал учёбу и в августе 1941 года был назначен на должность помощника начальника отделения, а затем — на должность старшего помощника начальника и заместителя начальника оперативного отдела штаба 51-й армии, которая принимала участие в боевых действиях в ходе обороны Крыма, а также в Керченско-Феодосийской десантной операции.
В феврале 1942 года Василий Иванович Шуба был назначен на должность начальника штаба 390-й стрелковой дивизии, а в июне того же года — на должность начальника штаба 138-й стрелковой дивизии, которая принимала участие в боевых действиях во время Сталинградской битвы. В январе 1943 года дивизия была преобразована в 70-ю гвардейскую и в феврале того же года была выведена в резерв Ставки Верховного Главнокомандования, а затем была передана в состав Центрального фронта, после чего с мая принимала участие в ходе Курской битвы и при форсировании Днепра.
В ноябре 1943 года был назначен на должность начальника штаба 17-го гвардейской стрелкового корпуса, который участвовал в боевых действиях в ходе Киевской, Житомирско-Бердичевской, Проскуровско-Черновицкой, Львовско-Сандомирской и Восточно-Карпатской наступательных операций. В январе 1945 года был назначен на должность начальника штаба 95-го стрелкового корпуса, который принимал участие при освобождении Словакии и Чехии. С апреля того же года временно исполнял должность командира этого же корпуса.

### Послевоенная карьера
В августе 1945 года Василий Иванович Шуба был назначен на должность начальника штаба 73-го стрелкового корпуса (Львовский военный округ), а в ноябре 1946 года направлен на учёбу в Высшую военную академию имени К. Е. Ворошилова, после окончания которой в декабре 1948 года был назначен на должность начальника штаба 137-го стрелкового корпуса (Дальневосточный военный округ), в мае 1952 года — на должность старшего преподавателя, а в марте 1955 года — на должность заместителя начальника кафедры общей тактики Военно-инженерной академии имени В. В. Куйбышева.
Полковник Василий Иванович Шуба в апреле 1957 года вышел в запас. Умер 14 сентября 1987 года в Москве.

## Награды
- Орден Ленина;
- Четыре ордена Красного Знамени;
- Орден Суворова 2 степени;
- Орден Отечественной войны 1 степени;
- Орден Красной Звезды;
- Медали.